# Veronica haastii
Veronica haastii är en grobladsväxtart som beskrevs av Joseph Dalton Hooker. Veronica haastii ingår i släktet veronikor, och familjen grobladsväxter. Inga underarter finns listade i Catalogue of Life.